# Donji Bukovac Žakanjski
Donji Bukovac Žakanjski – wieś w Chorwacji, w żupanii karlowackiej, w gminie Žakanje. W 2011 roku liczyła 115 mieszkańców.